# Nemomydas pantherinus
Nemomydas pantherinus är en tvåvingeart som först beskrevs av Gerstacker 1868.  Nemomydas pantherinus ingår i släktet Nemomydas och familjen Mydidae. Inga underarter finns listade i Catalogue of Life.